# Jacob Willekens
 (décembre 2020).
Si vous disposez d'ouvrages ou d'articles de référence ou si vous connaissez des sites web de qualité traitant du thème abordé ici, merci de compléter l'article en donnant les références utiles à sa vérifiabilité et en les liant à la section « Notes et références ».
Jacob Willekens, également connu sous le nom de Jacob Wilckens (1564-1649), était un amiral et corsaire néerlandais.

## Historique
Jacob Willekens est un amiral néerlandais commandant une flotte vers les Indes orientales néerlandaises et un vendeur de harengs qui repris la mer à l'âge de cinquante ans pour le compte de la Compagnie néerlandaise des Indes occidentales. Son succès le plus marquant est sans aucun doute la conquête de Bahia, alors capitale du Brésil en 1624. Sa flotte, qui comprenait le corsaire néerlandais Piet Hein, vice-amiral, quitta Texel le 22 décembre 1623 avec entre 26 et 36 navires et 3 300 marins en direction de l'Amérique du Sud. Au début du mois de juin 1624, ils lancèrent leur attaque et s'emparèrent de la forteresse portugaise avec peu de résistance. Ils occupèrent Bahia pendant plus d'un an avant que la population locale ne prenne les armes sous les gouverneurs Matias d'Albuquerque et l'archevêque Dom Marcos Teixeira, qui les expulsèrent finalement avec l'aide d'une flotte combinée hispano-portugaise comprenant 52 navires de guerre et 12 000 soldats en mai 1625. Ce fut la première grande expédition de piraterie de la Compagnie néerlandaise des Indes occidentales dans la région.
Il voulut participer également à une attaque contre Rio de Janeiro avec Piet Hein en 1626, mais, après une querelle sur le choix du commandant, les deux hommes se séparèrent et Willekens retourna à Amsterdam. Willekens rejoignit le vroedschap en 1639 et l'amirauté d'Amsterdam. Il a été enterré dans l'église Zuiderkerk en 1649.